# Nacionalnyj zapowidnyk „Dawnij Hałycz”
Nacionalnyj zapowidnyk „Dawnij Hałycz” (ukr. Національний заповідник «Давній Галич») –  zespół zabytków historyczno-kulturowych dawnego Halicza i księstwa halicko-wołyńskiego z XII–XIII wieku, z których większość znajduje się na terenie współczesnej wsi Kryłos i miasta Halicz, w obwodzie iwanofrankiwskim. Powierzchnia rezerwatu to prawie 80 km².
Rezerwat został utworzony zgodnie z Uchwałą Rady Ministrów Ukrainy z dnia 8 lutego 1994 r. nr 81 „O Państwowym rezerwacie historyczno-kulturalnym w Haliczu w obwodzie iwanofrankiwskim” oraz Dekretem Prezydenta Ukrainy z 11 października , 1994 nr 587/94 „O narodowych instytucjach kultury” i podlega Ministerstwu Kultury i Sztuki Ukrainy (obecnie - Ministerstwu Kultury i Turystyki).

## Skład rezerwatu
Rezerwat obejmuje szereg zabytków o znaczeniu narodowym i światowym, fundamenty 14 kościołów kronikarskich z XII–XIII w., ponad 200 zabytków archeologicznych, 18 obiektów ochrony przyrody, organicznie związanych z zabytkami historycznymi i architektonicznymi.
Najważniejsze:
W mieście Halicz:
- cerkiew Narodzenia Chrystusa (XIV–XVI w.);
- Zamek halicki (starostyński) (XIV–XVII w., ruiny).

We wsi Kryłos:
- pozostałości księstwa Halicz (XI–XIII w.);
- fundamenty Soboru Wniebowzięcia NMP (XII w.) z miejscem pochówku księcia Jarosława Ośmiomysła i kaplicą św. Bazylego (XV w.);
- fundamenty cerkwi św. Eliasza (XII w.);
- legendarna Studnia Książęca (XII w.);
- cerkiew Wniebowzięcia Najświętszej Maryi Panny (XVI w.);
- Galicyjska Mogiła;
- system fortyfikacji z kilkoma rzędami potężnych szybów.

We wsi Szewczenkowe:
- cerkiew św. Pantalejmona z 1212–1219 roku, perła galicyjskiej architektury XII wieku.

We wsi Bołszowce:
- zespół kościelno-klasztorny karmelitów (XVII w.).

Rezerwat obejmuje również trzy muzea:
- Muzeum Historii Dawnego Halicza (wieś Kryłos);
- Skansen architektury ludowej i życia Podkarpacia (wieś Kryłos);
- Muzeum Historii Karaimów Podkarpacia (Halicz);